# Lars Bohinen
Lars Bohinen (Vadsø, 8 de setembro de 1969) é um ex-futebolista profissional e atual treinador de futebol norueguês. Em sua carreira futebolística, jogava como médio-volante.

## Carreira
Em clubes, destacou-se no futebol inglês, defendendo Nottingham Forest, Blackburn Rovers e Derby County. Defendeu, ainda, Bærum, Lyn, Vålerenga, Viking, Young Boys, Lillestrøm (por empréstimo), Lyngby e Farum. Encerrou a carreira em 2005.

## Seleção
Com a Seleção Norueguesa de Futebol, Bohinen defendeu a equipe principal por uma década (1989-1999), atuando em 49 partidas e marcando dez gols. Entre 1989 e 1991, jogou oito partidas e marcou um gol no time sub-21. Disputou a Copa de 1994 como reserva, jogando apenas contra a Irlanda, entrando no lugar de Øyvind Leonhardsen.
Em 1995, Bohinen se recusou a disputar um amistoso com a França, em resposta aos testes nucleares feitos por este país no Pacífico e nos Alpes. Encerrou sua trajetória na seleção quatro anos depois.